# Gustav Henriksson
Gustav Niklas Henriksson (3 febbraio 1998) è un calciatore svedese, difensore del KS Cracovia.

## Carriera
È cresciuto nel settore giovanile del Grebbestads IF, squadra dell'omonima area urbana di Grebbestad. A soli 14 anni, nel 2012, ha fatto il suo debutto in prima squadra, in un'annata in cui i rossoneri hanno conquistato la prima delle due promozioni con cui sono risaliti dalla sesta alla quarta serie nazionale nel giro di due anni.
Nel febbraio del 2014 è stato annunciato che, a partire dall'estate seguente, il sedicenne Henriksson si sarebbe trasferito presso la cittadina di Borås per entrare a far parte dell'Elfsborg.
Dopo quattro anni trascorsi nel settore giovanile, è stato promosso in prima squadra con un contratto di due anni e mezzo. Nel settembre e nel novembre del 2018 ha collezionato le sue prime due presenze in Allsvenskan, le uniche di quell'anno. Nell'Allsvenskan 2019 invece è sceso in campo in 13 partite, di cui 10 dal primo minuto di gioco, mentre nel campionato 2020 è sceso in campo in 14 occasioni.
Il 1º febbraio 2021 è stato acquistato dagli austriaci del Wolfsberger con un contratto di due anni e mezzo più un'opzione per un'altra eventuale stagione.
La sua parentesi in Austria è stata tuttavia breve, poiché già nel gennaio 2022 è tornato al suo precedente club, l'Elfsborg, firmando un contratto valido fino al 2025.
A causa di problemi fisici ha totalizzato soltanto 5 presenze nell'Allsvenskan 2022 e altrettante nell'edizione 2023. Nel 2024, invece, le presenze in campionato sono state 21.
Il 7 febbraio 2025, prima dell'inizio della stagione svedese, Henriksson è stato ceduto ai polacchi del KS Cracovia, con cui ha firmato un contratto valido fino al 30 giugno 2027.